# Grand Casino Luzern

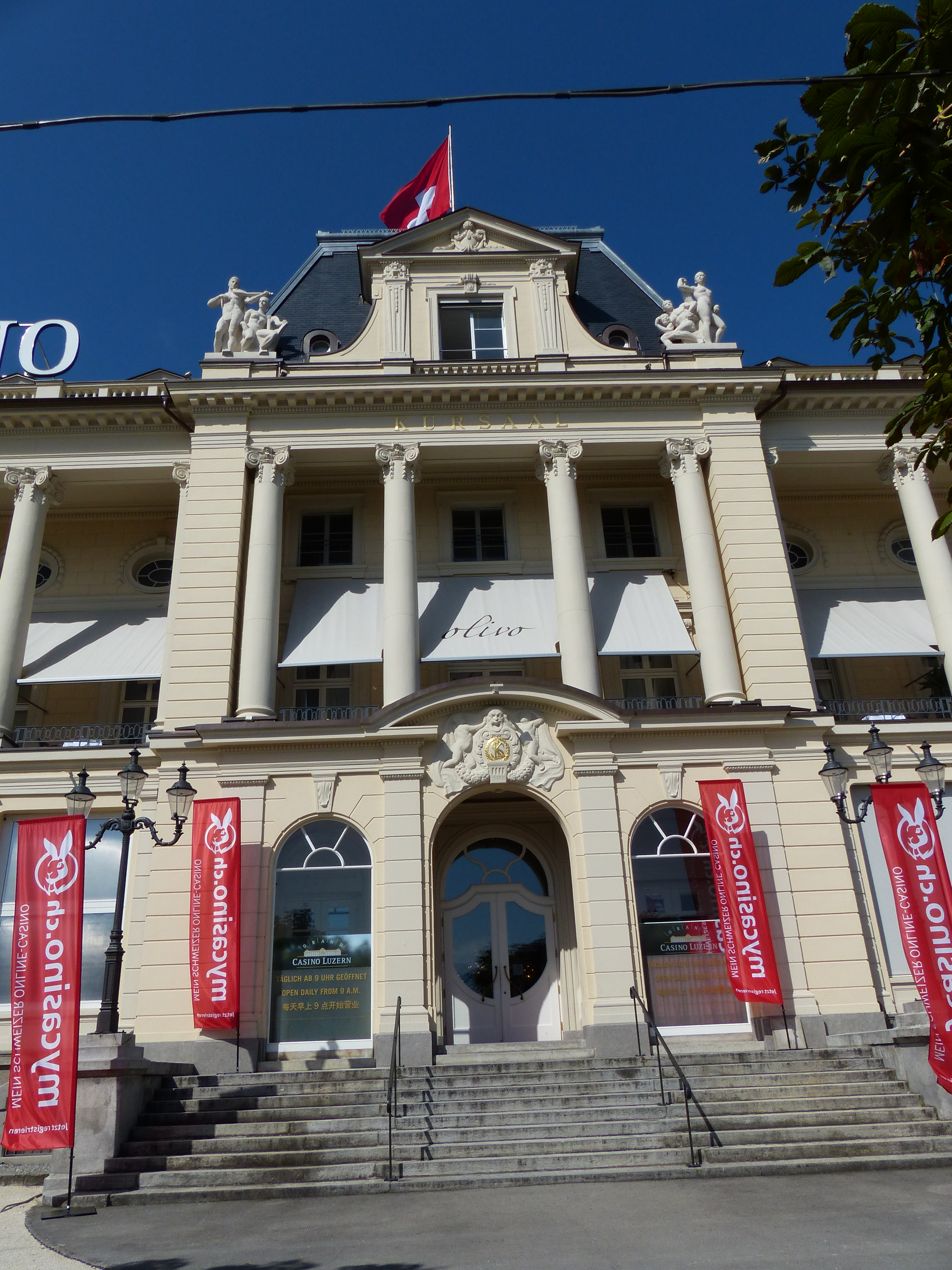
Eingang zum Grand Casino Luzern (2019)

Das Grand Casino Luzern ist eine Schweizer Spielbank in der Stadt Luzern. Es befindet sich im historischen Kursaal Luzern am Ufer des Vierwaldstättersees und ist eines von 8 Casinos, die über eine A-Konzession der Eidgenössischen Spielbankenkommission verfügen. Im Jahr 2024 erwirtschaftete es einen Bruttospielertrag von insgesamt 124,67 Millionen Franken.

## Geschichte
Das Casino wird von der Kursaal-Casino AG Luzern betrieben, die 1896 als Kurhausgesellschaft Luzern gegründet wurde. Mit der Erteilung der A-Konzession durch die Eidgenössische Spielbankenkommission (ESBK) nahm das Grand Casino Luzern 2002 seinen Betrieb auf.
Seit 2019 betreibt die Gruppe zusätzlich das Online-Casino mycasino.
Am 29. November 2023 verlängerte der Bundesrat die Betriebsbewilligung für das Grand Casino Luzern und mycasino bis ins Jahr 2044.

## Spielangebot
Das Grand Casino Luzern verfügt über mehr als 250 Spielautomaten sowie über klassische Tischspiele wie Französisches und Amerikanisches Roulette, Blackjack und Poker. Im Bereich Poker werden sowohl Cash Games als auch regelmäßig stattfindende Turniere angeboten, darunter die Turnierserie Poker Circle Swiss Open.

## Gastronomie und Veranstaltungen
Das zum Casino gehörende Restaurant wurde 2004 eröffnet. Zusätzlich betreibt das Casino ein Veranstaltungs- und Partylokal.